# Patagonia (Unternehmen)
Patagonia, Inc. ist ein in Ventura (Kalifornien, Vereinigte Staaten) ansässiger Anbieter von Outdoor-Bekleidung. Gegründet wurde Patagonia 1973 von Yvon Chouinard.
Das Unternehmen veröffentlicht keine Geschäftszahlen, soll aber 2020 etwa eine Milliarde Dollar Umsatz gehabt haben. Dabei beschäftigt es (Stand 2019) ca. 1500 Mitarbeiter.

## Geschichte

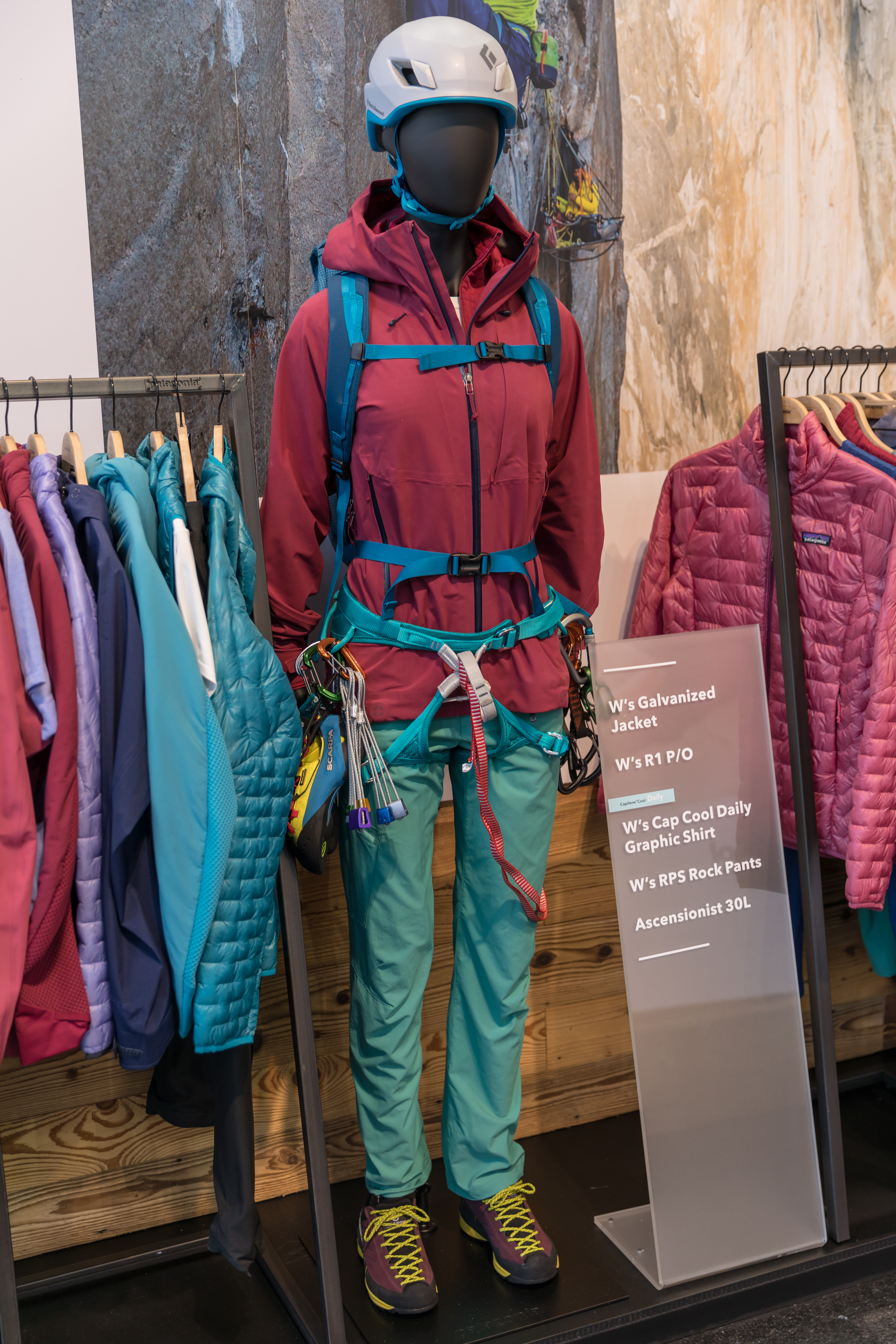
Schaufensterpuppe mit Patagonia-Kleidung und
-Ausrüstung

Die Geschichte von Patagonia begann mit dem Wunsch von Yvon Chouinard, bessere Kletterausrüstung zur Verfügung zu haben. Durch das Klettern wusste er, welche Verbesserungen möglich waren und setzte sie kurzerhand selber um. Er produzierte und verkaufte Karabiner, Haken und weitere Ausrüstung unter dem Namen Chouinard Equipment. Damit wollte er zunächst Felshaken ersetzen, die die Felswand zerstören. 1970 erwarb er während einer Kletterreise in Schottland ein Rugby-Shirt, welches er fortan trug, da es ihn durch seinen robusten Kragen vor dem Einschneiden der Kletterseile schützte. Das blaue Shirt mit roten und gelben Streifen erregte viel Aufmerksamkeit, auch weil bunte Kleidung beim Klettersport damals noch nicht üblich war, und Chouinard begann bald, diese in die USA zu importieren und sich dem Thema Outdoorbekleidung zu widmen.
Auf den Namen Patagonia kam Yvon Chouinard nach einer Reise durch die Region Patagonien in Südamerika. 1973 gründete er neben dem nach ihm selbst benannten Unternehmen für Kletter-Ausrüstung mit Patagonia ein eigenes Unternehmen für Outdoorbekleidung.
In den 1990er wollte Chouinard auf 100 % Bio-Baumwolle umsteigen. Allerdings gab es zu dieser Zeit noch nicht genügend Angebot, um nur den Bedarf von Patagonia zu decken. Seitdem wurde mit indischen Produzenten ein Pilotprojekt gestartet, an der Zertifizierung gearbeitet und der Anspruch auf Nachhaltigkeit noch weiter erhöht, als nur Biobaumwolle zu produzieren.
2011 wurde Patagonia Kaliforniens erste Benefit Corporation. Dabei handelt es sich um eine Unternehmensform, bei der Gemeinwohl und privatwirtschaftlicher Nutzen besser vereinbar gemacht werden sollen.
Am 15. September 2022 erklärte Firmengründer Chouinard, dass er sein mit drei Mrd. Euro bewertetes Eigentum am Unternehmen an eine gemeinnützige Stiftung, der Patagonia Purpose Trust und dem Holdfast Collective übertragen werde. Zweck der Stiftung solle der Kampf gegen den Klimawandel sein. Das Unternehmen werde in eine Non-Profit-Organisation umgewandelt und alle Gewinne, die nicht reinvestiert würden, würden der Stiftung zugutekommen. Chouinard taxierte diese auf etwa 100 Mio. US$ jährlich. Zur Begründung äußerte er, dass die Ressourcen der Erde trotz ihrer Unermesslichkeit nicht unendlich seien, und es klar sei, dass wir ihre Grenzen überschritten haben. Eine Konsequenz von dieser Umstrukturierung war, dass Chouinards 17,5 Mio. US$ an Schenkungssteuern zahlen musste, er allerdings keine Kapitalertragssteuern zahlen musste. Laut Schätzungen von Bloomberg hätten diese 700 Mio. US$ betragen.
Im Juni 2023 veröffentlichte die Journalismus-Plattform Follow The Money eine Recherche, nach denen Patagonia teilweise in den gleichen Fabriken wie Fast-Fashion-Anbieter produziere. In einer Textilfabrik in Sri Lanka berichteten Angestellte, dass sie keinen Unterschied zwischen den Auftraggebern bemerkten und teilweise extrem lange Schichten arbeiteten. Follow The Money schrieb, die Arbeitszeit gehe damit über die im Patagonia-Verhaltenskodex vorgeschriebene Länge hinaus. Patagonia gab an, mit ihren hohen Standards für die gesamte Modeindustrie Verbesserungen bewirken zu wollen, daher sei die Produktion in den gleichen Fabriken ein Vorteil. Angestellte in 40 % der Zulieferbetriebe würden bereits existenzsichernde Löhne erhalten, außerdem würde man sich dafür einsetzen, die Bedingungen bei den Herstellern zu verbessern und das Lohngefälle auszugleichen.

## Engagement

### Ökologische Verantwortung
Patagonia war 2002 Mitbegründer der Allianz „One Percent for the Planet“. Dieser freiwillige Zusammenschluss von Unternehmen verpflichtet sich, 1 % des Gesamtumsatzes oder 10 % des Gewinns an Umweltorganisationen zu spenden. Laut eigenen Angaben hat Patagonia bis Mitte 2020 89 Millionen Dollar an insgesamt 1539 Umweltschutzgruppen gespendet.
2010 wurde von der Tierschutzorganisation „Vier Pfoten“ kritisiert, dass Patagonia angeblich Lebendrupf-Daunen verarbeitet. Daraufhin hat das Unternehmen seine Lieferketten genau überprüft. Es wurden keine Anzeichen für Lebendrupf entdeckt. Die Zulieferer waren vertraglich dazu verpflichtet, Lebendrupf zu unterlassen. Bei den Nachforschungen wurde allerdings aufgedeckt, dass Gänse teilweise zwangsernährt werden. Hierzu gibt es kurzfristig keine Alternative. Es wurde einiges in die Nachverfolgbarkeit der Lieferkette, auch firmenübergreifend, investiert. Mittlerweile (Stand 2020) sind über 50 Artikel mit recycelten Daunen in der Kollektion. Auch die Organisation „Vier Pfoten“ bewertet Patagonia mittlerweile auf Platz 2 (Stand 2021) der Firmen, die ihre Daunen mit dem wenigsten Tierleid herstellen lassen.
Seit 2011 wirbt Patagonia mit seinem Engagement für das Reparieren, Recyceln, Wiederverwenden und Weiterverkauf bzw. Weitergabe von (getragenen) Kleidungsstücken. In einer ganzseitigen Anzeige in der New York Times unter der Überschrift Don’t buy this jacket (dt.: „Kaufe diese Jacke nicht“) wiesen sie auf gute Umweltdaten ihrer Produkte hin, riefen aber dazu auf, nur das zu kaufen, was man wirklich benötige. Seit 2013 erklärt das Unternehmen, skeptisch gegenüber dem Konzept des ökonomischen Wachstums zu sein, weil es einen Punkt gebe, an dem Wachstum direkt oder indirekt die Lebensbedingungen gefährden würde. Verantwortliches Wachstum wäre nur solches, das soziale und ökologische Folgen bedenke. Als Unternehmen im Privatbesitz und ohne strukturelle Kreditverbindlichkeiten könne Patagonia seine Geschäftsentscheidungen unabhängig steuern.
2015 schickte das Unternehmen ein Werkstattauto durch die USA, um gebrauchte Produkte ihrer Marke kostenlos zu reparieren und so länger nutzbar zu machen. Ab 2018 gab es jährlich eine europäische „Worn Wear Tour“, auf der an unterschiedlichen europäischen Standorten Bekleidung jeglicher Hersteller kostenlos repariert wurde.

### Sozialverantwortung
Die Nichtregierungsorganisation „Erklärung von Bern“ verglich 2010 mittels Umfragen und Internetrecherchen bei 77 Modelabels die Standards der Arbeitsbedingungen in Produktionsländern. Patagonia wurde dabei in die zweitbeste Kategorie „Durchschnittliche“ von fünf Kategorien eingestuft. Im „Outdoorguide“ der Erklärung von Bern/Public Eye von 2012 erreichte Patagonia einen Platz in der höchsten Kategorie „Fortgeschrittene“.

### Politisches Engagement
Das Unternehmen ist außerdem politisch aktiv. 2017 verklagte es die Trump-Regierung, um National Monuments zu schützen.
2020 startete Patagonia eine Kampagne gegen amerikanische Politiker, welche die Klimakrise leugnen. Dabei wurden in Shorts Etiketten mit der Aufschrift Vote the assholes out eingenäht. Patagonia geht dabei nicht gegen eine Partei vor, sondern gegen alle Politiker, die die Klimakrise missachten, die Wissenschaft dazu ignorieren oder Profit aus der Öl- und Gasindustrie ziehen.